# Imágenes del pasado
Imágenes del pasado es una película documental de Argentina dirigida por Guillermo Fernández Jurado según su propio guion escrito en colaboración con Jorge Miguel Couselo que se produjo en 1961.
La película tiene como tema la historia del cine mudo argentino.